# Walt Disney Animation France
Walt Disney Feature Animation France (anciennement Walt Disney Télévision) était un studio d'animation situé à Montreuil (France) qui a travaillé à la fois sur des longs-métrages et des séries animées télévisées. 

## Historique
Créé en 1986 par Gaëtan et Paul Brizzi, le studio Brizzi Films fut racheté par la Walt Disney Company en septembre 1989 et placé sous le contrôle de Walt Disney Television Animation sous le nom de Walt Disney Télévision. Son premier président a été Pierre Sissmann, président de Walt Disney Company France, qui a su convaincre la Walt Disney Company d'investir en France et non pas en Irlande. Jack Lang, ministre de la Culture, a accompagné ce projet, qui a permis la création et la fabrication du seul long-métrage animé de Disney sous copyright étranger La Bande à Picsou, le film : Le Trésor de la lampe perdue. La première production réalisée par le studio est Winnie l'ourson : Noël à l'unisson (1991).
En 1994, il fut intégré à Walt Disney Feature Animation sous le nom de Walt Disney Feature Animation France.  
En 1995, avec la relance du projet Walt Disney Studios à Disneyland Paris, certains de ses animateurs devaient rejoindre l'attraction Art of Disney Animation et travailler comme en Floride au sein des Disney-MGM Studios. 
Cette partie du projet fut abandonnée et le studio de Montreuil ferma comme son homologue de Floride en 2003. À la suite de cette fermeture, deux structures furent créées par les anciens salariés du studio Walt Disney Feature Animation France : 
- le studio Néomis animation dirigé par Bruno Gaumétou
- le studio Welldone Films, aujourd'hui disparu[3], dont Dominique Monféry fut l'initiateur, dans le but de sauvegarder et réutiliser les compétences de l'ancienne équipe du studio Disney.

## Réalisations
La majorité des films listés ci-dessous, notamment les Classiques d'animation Disney, sont fabriqués en collaboration avec les studios américains d'Orlando et de Burbank.
- 1987-1990 : La Bande à Picsou (Duck Tales, série d'animation)
- 1990 : La Bande à Picsou, le film : Le Trésor de la lampe perdue
- 1990-1991 : Super Baloo (TaleSpin, série d'animation)
- 1991 : Winnie l'ourson : Noël à l'unisson[2]
- 1991-1992 : Myster Mask (Darkwing Duck, série d'animation)
- 1995 : Dingo et Max (A Goofy Movie) réalisé par Kevin Lima[4]
- 1995 : Mickey perd la tête (Runaway Brain, court-métrage) réalisé par Chris Bailey[4]
- 1996 : Le Bossu de Notre-Dame co-réalisé par Gary Trousdale et Kirk Wise[5]
- 1997 : Hercule co-réalisé par John Musker et Ron Clements[5]
- 1999 : Tarzan réalisé par Kevin Lima, co-réalisé par Chris Buck (25 % du film[5])
- 1999 : L'Oiseau de feu (Fantasia 2000)[6]
- 2000 : Kuzco, l'empereur mégalo réalisé par Mark Dindal[5]
- 2001 : Atlantide, l'empire perdu (Atlantis, the Lost Empire) co réalisé par Gary Trousdale et Kirk Wise[5]
- 2003 : Frère des ours réalisé par Aaron Blaise, co-réalisé par Robert Walker[réf. nécessaire]
- 2003 : Un par un (One by one, court métrage) réalisé par Pixote Hunt
- 2003 : Destino (court métrage) réalisé par Dominique Monféry[7]
- 2004 : Lorenzo (court métrage) réalisé par Mike Gabriel